# ابن بقي
أبو بكر يحيى بن محمد بن عبد الرحمن بن بقي الشهير ابن بقيّ (توفي 1145 أو 1150) كان شاعرا أندلسيا من قرطبة أو طليطلة. يعتبر ابن بقي من أشهر شعراء الأندلس. انتقل بين المغرب والأندلس وألف أشعار المدح لأعضاء الأسرة المغربية بني عشرة وهم قضاة مدينة سلا المغربية، ويشتهر بموشحاته. تظهر أشعاره في مختارات المؤرخ أحمد المقري التلمساني.